# Авиационные происшествия ЮТэйр (самолёты)
Авиационные происшествия и инциденты, произошедшие с самолётами группы компаний ЮТэйр.

## Список
| Дата       | Воздушное судно | Бортовой номер | Место                             | Погибли         | Выжили              | Описание | Примечания  |
| ---------- | --------------- | -------------- | --------------------------------- | --------------- | ------------------- | --- | ----------- |
| 17.03.2007 | Ту-134          | RA-65021       | аэропорт Курумоч, Самара          | 6               | 51 (27 пострадали)  | Посадка за пределами взлётно-посадочной полосы. При расследовании комиссией выявлены «организационно-технологические и процедурные недостатки в работе и взаимодействии служб метеорологического обеспечения и управления воздушным движением, а также ошибки в действиях экипажа». | [ 2 ]       |
| 02.04.2012 | ATR 72          | VP-BYZ         | д. Горьковка, Тюменская область   | 33              | 10                  | Разбился вскоре после взлёта из аэропорта «Рощино» по причине недостатков в наземном обслуживании, связанных с неудалением льда с поверхностей ВС перед полётом в условиях наземного обледенения. | [ 4 ]       |
| 05.07.2014 | Boeing 767—300  | VQ-BSX         | аэропорт Барселоны                | 0               | 330                 | Некорректные действия диспетчера в аэропорту Барселоны спровоцировали ситуацию, когда Airbus А-340-300 аргентинской авиакомпании Aerolineas Argentinas создал угрозу заходящему на посадку Boeing 767—300. В результате грамотных действий экипажа пилот Боинга ушёл на второй круг с малой высоты, избежав столкновения и сохранив жизнь 330 пассажирам и экипажу, находящимся на борту. За успешную посадку пилот-инструктор Николай Лимарев получил медаль Нестерова. | [ 6 ]       |
| 01.09.2018 | Boeing 737      | VQ-BJI         | аэропорт Сочи, Краснодарский край | 0 (+1 на земле) | 172 (18 пострадали) | После посадки в аэропорту Адлер выкатился за пределы взлётно-посадочной полосы в условиях сильных ливневых осадков и сдвига ветра. Все находившиеся на борту 166 пассажира и 6 членов экипажа живы. Сотрудник аэропорта Владимир Бегиян, помогавший в эвакуации, скончался от сердечного приступа. | [ 7 ]       |
| 09.02.2020 | Boeing 737      | VQ-BPS         | Усинск, Коми                      | 0               | 100 (3 пострадали)  | Согласно заключению МАК воздушное судно столкнулось со снежным бруствером, что привело к повреждению основных стоек шасси и последующему их «складыванию». Происшествие было вызвано недостатками в зимнем содержании аэродрома, иллюзией «высокой глиссады» из-за отсутствия огней типа PAPI, заснеженной полосы и метели, недооценки захода на посадку без коррекции на низкую температуру.                                                                            | [ 8 ] [ 9 ] |
| 29.07.2022 | Boeing 737-500  | RA-73049       | Грозный, Чечня                    | 0               | Все                 | Сработал датчик давления в салоне. ВС снизилось до 3 тысяч метров, самолёт взял курс на аэропорт вылета, где успешно приземлился. На портале Flightradar24 и в других радарах в какой-то момент самолёт пропал, но потом снова появился. Никто не пострадал. | [ 10 ]      |